# PfSense
pfSense is een gratis open-source-distributie van FreeBSD aangepast voor gebruik als firewall en router.

## Geschiedenis
Het pfSense-project begon in 2004 als een fork van het m0n0wall-project van Chris Buechler en Scott Ullrich en werd voor het eerst uitgebracht in 2006. De naam is afgeleid van het feit dat de software gebruikmaakt van het pakketfilterprogramma PF.
In november 2017 oordeelde een panel van de Wereldorganisatie voor de Intellectuele Eigendom dat Netgate het domein opnsense.com te kwader trouw had gebruikt om OPNsense, een concurrerende opensourcefirewall, in diskrediet te brengen. Met deze uitspraak werd Netgate gedwongen het domein over te dragen aan Deciso, de ontwikkelaar van OPNsense.

## Functies
- DHCP-server
- State Tabel
- Load balancing
- PPPoE-server
- DNS-server
- VPN over IPsec, OpenVPN en PPTP
- Network address translation
- Firewall